# Galeodes uzbecus
Espèce
Galeodes uzbecus est une espèce de solifuges de la famille des Galeodidae.

## Distribution
Cette espèce se rencontre en Ouzbékistan, au Tadjikistan et au Kazakhstan.

## Description
Le mâle mesure 44 mm et la femelle 51 mm.

## Publication originale
- Roewer, 1941 : Solifugen 1934-1940. Veröffentlichungen aus dem Deutschen Kolonial und Uebersee-Museum in Bremen, vol. 3, no 2, p. 97-192 (texte intégral).